# Jelena Jelesina
Jelena Borisovna Jelesina (Russisch: Елена Борисовна Елесина) (Tsjeljabinsk, 4 april 1970) is een Russische hoogspringster. Ze werd olympisch kampioene, meervoudige nationaal kampioene en Europees jeugdkampioene in deze discipline. Tot 1993 kwam ze uit voor de Sovjet-Unie en daarna vertegenwoordigde ze Rusland op internationale wedstrijden.

## Biografie
Jelesina begon haar hoogspringcarrière met een derde plaats op de EK junioren. In 1998 won ze een zilveren medaille op het WK junioren in Sudbury. De wedstrijd werd gewonnen door de Roemeense Alina Astafei de met 2,00 m vier cm hoger sprong. Een jaar later behaalde ze haar eerste grote succes door in het Joegoslavische Varaždin het Europees Kampioenschap voor junioren te winnen. Met 1,95 m bleef ze haar landgenote Svetlana Lavrova (zilver; 1,93) en de Tsjechische Šárka Kašpárková (brons; 1,91 m) voor.
In 1990 won ze de Goodwill Games in Seattle en sprong daar voor de eerste maal haar persoonlijk record van 2,02 m. Op het EK dat jaar won ze een bronzen medaille. In 1991 werd ze met 1,98 tweede op het WK in Tokio achter de Duitse Heike Henkel. Op het EK indoor 1992 werd ze derde met 1,94 m.
Door blessures en de geboorte van haar zoon Boris was ze hierna een aantal jaar afwezig bij grote wedstrijden. In 1998 maakte ze haar comeback voor Rusland en zette haar sportcarrière voort zoals ze in 1992 gestopt was. Ze werd opnieuw derde op het EK indoor 1998 en won op de wereldkampioenschappen atletiek 1999 in het Spaanse Sevilla een zilveren medaille met dezelfde hoogte als de winnares Inha Babakova uit Oekraïne.
Haar grootste succes is het behalen van een gouden medaille op de Olympische Spelen van 2000 in Sydney. Met haar beste poging van 2,01 m sprong ze slechts één cm minder dan haar PR en versloeg hiermee de Zuid-Afrikaanse Hestrie Cloete (zilver; 2,01 m). Het brons werd gedeeld door de Zweedse Kajsa Bergqvist en Roemeense Oana Pantelimon, die beiden over 1,99 m sprongen.

## Titels
- Olympisch kampioene hoogspringen - 2000
- Russisch kampioene hoogspringen (outdoor) - 1999
- Russisch kampioene hoogspringen (indoor) - 1998, 2003
- Sovjet kampioene hoogspringen (indoor) - 1992
- Sovjet kampioene hoogspringen (outdoor) - 1990
- Europees jeugdkampioene hoogspringen - 1989

## Persoonlijke records
| Onderdeel              | Prestatie | Datum            | Plaats  |
| ---------------------- | --------- | ---------------- | ------- |
| hoogspringen (outdoor) | 2,02 m    | 23 juli 1990     | Seattle |
| hoogspringen (indoor)  | 2,02 m    | 26 februari 2003 | Moskou  |

## Prestaties

### Kampioenschappen
| Jaar | Wedstrijd            | Plaats     | Resultaat | Extra  |
| ---- | -------------------- | ---------- | --------- | ------ |
| 1987 | EK junioren          | Birmingham | 3e        | 1,84 m |
| 1988 | WK junioren          | Sudbury    | 2e        | 1,96 m |
| 1989 | EK junioren          | Varaždin   | 1e        | 1,95 m |
| 1990 | Goodwill Games       | Seattle    | 1e        | 2,02 m |
| 1990 | EK                   | Split      | 3e        | 2,02 m |
| 1991 | WK                   | Tokio      | 2e        | 1,98 m |
| 1992 | EK indoor            | Genua      | 3e        | 1,94 m |
| 1998 | EK indoor            | Athene     | 3e        | 1,94 m |
| 1999 | WK                   | Sevilla    | 2e        | 1,99 m |
|      | Grand Prix Finale    | München    | 4e        | 1,96 m |
| 2000 | OS                   | Sydney     | 1e        | 2,01 m |
| 2003 | WK indoor            | Birmingham | 2e        | 1,99 m |
|      | Wereldatletiekfinale | Monaco     | 7e        | 1,88 m |

### Golden League-podiumplekken
| Jaar | Wedstrijd             | Plaats      | Resultaat | Extra  |
| ---- | --------------------- | ----------- | --------- | ------ |
| 1999 | Golden Gala           | Rome        | 1e        | 2,00 m |
|      | Meeting Gaz de France | Saint-Denis | 3e        | 1,98 m |
| 2003 | Memorial Van Damme    | Brussel     | 3e        | 1,98 m |

1928: Ethel Catherwood ·
1932: Jean Shiley ·
1936: Ibolya Csák ·
1948: Alice Coachman ·
1952: Esther Brand ·
1956: Mildred McDaniel ·
1960: Iolanda Balaș ·
1964: Iolanda Balaș ·
1968: Miloslava Rezková ·
1972: Ulrike Meyfarth ·
1976: Rosemarie Ackermann ·
1980: Sara Simeoni ·
1984: Ulrike Meyfarth ·
1988: Louise Ritter ·
1992: Heike Henkel ·
1996: Stefka Kostadinova ·
2000: Jelena Jelesina ·
2004: Jelena Slesarenko ·
2008: Tia Hellebaut ·
2012: Anna Tsjitsjerova ·
2016: Ruth Beitia ·
2020: Maria Lasitskene ·
2024: Jaroslava Mahoetsjich